# WSOY
WSOY ou Société par actions Werner Söderström (en finnois Werner Söderström Osakeyhtiö) est le premier éditeur de livres finlandais.

## Historique
WSOY a été fondé en 1878. En 1999 WSOY a fusionné avec les éditeurs de journaux Sanoma, Helsinki Media et le fonds d'investissements Devarda pour former le groupe Sanoma (nommé Sanoma WSOY jusqu'en 2008). Le chiffre d'affaires annuel de la société est de  294 M€ (2005). Le groupe emploie environ 2 200 personnes.

## Directeurs généraux de WSOY
- 1878–1914, Werner Söderström
- 1914–1951, Jalmari Jäntti
- 1951–1968, Yrjö A. Jäntti
- 1968–1987, Hannu Tarmio
- 1987–2000, Antero Siljola
- 2000–2006, Jorma Kaimio
- 2006–2009, Veli-Pekka Elonen
- 2009–2011, Anna Baijars[2]
- 2011–2012, Anne Valsta
- 2013–, Timo Julkunen

## Publications
WSOY est l'éditeur en 2008 du roman de Sofi Oksanen, Purge, qui remporta un succès international et fut récompensé de nombreux prix littéraires.